# إنسايت بارتنرز
إنسايت بارتنرز ( إنسايت فينتشر بارتنرز سابقًا) هي شركة أمريكية لرأس المال الاستثماري والأسهم الخاصة مقرها في مدينة نيويورك . تستثمر الشركة في تكنولوجيا مرحلة النمو والبرمجيات وشركات الإنترنت .

## تاريخ الشركة
تأسست شركة إنسايت بارتنرز في عام 1995 على يد جيف هورينج وجيري موردوك. جمعت شركة إنسايت بارتنرز أكثر من 90 مليار دولار  من الالتزامات الرأسمالية، بما في ذلك 20 مليار دولار في الصندوق الثاني عشر في عام 2021. في مارس 2019 غيرت اسمها إلى إنسايت بارتنرز Insight Partners. في أكتوبر 2019، أنشأت الشركة مكتبًا في تل أبيب . في عام 2020، انضمت الشركة إلى مبادرة مؤسسة المجتهد [الإنجليزية] وتعهدت بإنشاء خمسة أدوار جديدة في مجلس الإدارة بين شركات محفظتها لمرشحين متنوعين عرقياً.
في عام 2020 دعمت إنسايت بارتنرز الطرح العام الأولي لشركة جي-فروغ لبدء تشغيل البرمجيات،  تلاه الاكتتاب الأولي العام لشركة 1stdibs في عام 2021. في أبريل 2021، جمعت إنسايت بارتنرز 1.56 مليار دولار لصندوق إنسايت بارتنرز لفرصز I LP، وهو صندوق جديد خارج آليات النمو والاستثمار الرائدة. من يونيو 2021، أصبحت إنسايت بارتنرز أكبر مستثمر في مان دي.كوم و Walk Me، حيث تمتلك حصة 43٪ في Monday.com و 32٪ من WalkMe، بملكية مشتركة بقيمة 3.9 مليار دولار. في عام 2021 أيضًا، طرح إنسايت بارتنرز 500 مليون دولار للاستحواذ على حصة أقلية في Saks.com. وضع شركاء إنسايت أيضًا 15 مليون دولار من رأسمالها في صندوق جديد إضافي يسمى The Vision Capital 2020 LP Fund. يدعم الصندوق الشركات التي تقودها الأقلية في جمع الأموال في مرحلة مبكرة. في فبراير 2022، أعلنت الشركة أنها جمعت 20 مليار دولار لصندوقها الرائد الثاني عشر، أي أكثر من ضعف حجم صندوقها الرئيسي السابق.

## الاعلام والجوائز
كان إنسايت بارتنرز على قائمة فوربس ميداس،  فوربس 30 تحت 30 عام: رأس المال الاستثماري  وجوائز الملكية الخاصة الدولية: PEI 300. في عام 2017، صنفت بيزنس إنسايدر الشركة ب #7 في قائمة المنفذ لأبرز مستثمري رأس المال الاستثماري في أوروبا.

## الروابط الخارجية
- موقع الشركة